# Hoy quiero soñar
Hoy quiero soñar es el nombre del noveno álbum de estudio grabado por el cantautor mexicano Cristian Castro. Fue lanzado al mercado bajo el sello discográfico BMG U.S. Latin el 23 de noviembre de 2004, siendo su último álbum para la dicha compañía discográfica. En este disco vuelve a trabajar con los cuatro productores musicales que más han aportado a su carrera: Rudy Pérez, Kike Santander, Daniel Betancourt y Milton Salcedo, además también contó nuevamente la Miami Symphony Orchestra.

## Lista de canciones
| Hoy quiero soñar |                               |                                                      |          |  |
| N.º              | Título                        | Escritor(es)                                         | Duración |  |
| 1.               | «Una canción para ti»         | Kike Santander                                       | 3:39     |  |
| 2.               | «Imagina»                     | Roberto Livi, Rudy Pérez                             | 4:09     |  |
| 3.               | «Tu vida con la mía»          | Daniel Betancourt, Kike Santander                    | 4:18     |  |
| 4.               | «Quédate en mis brazos»       | Kike Santander                                       | 3:56     |  |
| 5.               | «Te buscaría»                 | Cristian Castro, Osvaldo Iribarren, Daniel Montes    | 4:13     |  |
| 6.               | «Atrévete»                    | Kike Santander                                       | 3:52     |  |
| 7.               | «Silencio»                    | Christian Leuzzi, Gustavo Santander, Kike Santander  | 4:25     |  |
| 8.               | «Mi castigo, tu desgracia»    | Kike Santander                                       | 4:22     |  |
| 9.               | «Qué me van a hablar de amor» | Roberto Livi, Rudy Pérez                             | 3:32     |  |
| 10.              | «Vamos a bailar»              | Cristian Castro, Daniel Betancourt, Valeria Liberman | 4:01     |  |
| 11.              | «Yo dudo que con él»          | Rudy Pérez                                           | 4:18     |  |
| 12.              | «Hoy quiero soñar»            | Kike Santander                                       | 4:03     |  |
| 48:11            |                               |                                                      |          |  |

## Posicionamiento en listas
| Listas (2004)                     | Mejor posición |
| --------------------------------- | -------------- |
| España (PROMUSICAE)               | 31             |
| Estados Unidos (Top Latin Albums) | 13             |
| Estados Unidos (Latin Pop Albums) | 5              |